# 南绛郡
南绛郡，中国南北朝时设置的郡。
北魏建义元年（528年）置南绛郡，治所在南绛县（今山西省绛县南八里东南城村附近），下辖南绛县、小乡县。辖境相当今山西绛县、垣曲县及曲沃县、翼城县部分地区。西魏恭帝时改南绛郡为绛郡，南绛县为绛县。